# دواء يتيم
الدواء اليتيم هو مادة صيدلانية طُورت خصيصاً لعلاج حالة طبية نادرة قد يشار إليها باسم مرض يتيم. يتم تحديد الحالة النادرة بوصفها مرضاً واختيار علاجا لها هي مسألة السياسة العامة في كثير من البلدان، علماً أن الاكتشافات الطبية قد لا تتحقق إلا نتيجة لسياسات الدواء والبحوث والتنمية. في الولايات المتحدة والاتحاد الأوروبي يسهل الحصول على الموافقة لتسويق دواء يتيم، وأنه قد يكون هناك دعم مالي.

## تعريف
وفقا لإدارة الغذاء والدواء الأمريكية (إف دي إيه)، يُعرف الدواء اليتيم بأنه «الدواء المخصص لعلاج أو الوقاية أو تشخيص مرض أو حالة نادرة، أي الحالة التي تؤثر على أقل من 200000 شخص في الولايات المتحدة». في الاتحاد الأوروبي حددت وكالة الأدوية الأوروبية (إي إم إيه) بأن الدواء يحدد كيتيم إذا كان مخصصًا لتشخيص أو الوقاية أو علاج حالة مستعصية خطيرة أو مهددة للحياة أو مزمنة تؤثر على أقل من 10000 شخص من سكان الاتحاد الأوروبي. عدلت وكالة الأدوية الأوربية أيضًا دواءً يتيمًا لم يكن من المرجح أن يحقق تسويقه في الاتحاد الأوروبي استفادة كافية للأشخاص المصابين، ولن يعطي صناع الدواء مبررًا للاستثمار بدون وجود حوافز مشجعة. اعتبارًا من عام 2017، لم يعد هناك اندماج رسمي في برامج الأدوية اليتيمة بين الإف دي إيه والإي إم إيه.

## الإحصائيات العالمية
منذ عام 2014، كان هناك 281 دواء يتيمًا في السوق وأكثر من 400 دواء مصمم ليكون دواء يتيم في مرحلة التجارب السريرية. كانت أكثر من 60٪ من الأدوية اليتيمة بيولوجية. سيطرت الولايات المتحدة على مجال تطوير الأدوية اليتيمة، بوجود أكثر من 300 دواء مرحلة في التجارب السريرية، تلتها أوروبا. كان علاجات مرض السرطان هي المؤشر في أكثر من 30٪ من تجارب الأدوية اليتيمة.
- عدد الأدوية اليتيمة في التجارب السريرية: 600.[7]
- عدد الأدوية اليتيمة في المرحلة الثانية من التجارب: 231.[7]
- عدد الأدوية اليتيمة في التجارب السريرية الأمريكية: 350 قيد التنفيذ من مرحلة البحث حتى التسجيل.[7]
- السوق الرئيسي: الولايات المتحدة (تزيد مبيعاتها عن 40 مليار دولار أمريكي).[7]

## التشريعات
تتبع الأدوية اليتيمة عمومًا نفس مسار التطوير التنظيمي الذي يتبعه أي منتج صيدلاني آخر، والتي تركز فيها الاختبارات على الحركية الدوائية، والديناميكيات الدوائية، والجرعة والثبات وأمان الاستخدام والفعالية. ومع ذلك، تُقلل بعض الأعباء الإحصائية من أجل الحفاظ على زخم التنمية. على سبيل المثال، تقر لوائح الأدوية اليتيمة بشكل عام بحقيقة أنه قد لا يكون من الممكن اختبار 1000 مريض في المرحلة الثالثة من التجارب السريرية إذا كان عدد المصابين بهذا المرض أقل من هذا العدد.
يتخذ التدخل الحكومي لصالح تطوير الأدوية اليتيمة عدة أشكال:
- الحوافز الضريبية
- الحق الحصري (تعزيز حماية براءات الاختراع وحقوق التسويق)
- الدعم الحكومي للأبحاث
- إنشاء مشروع بإدارة الحكومة من أجل المشاركة في البحث والتطوير كما هو الحال في المشاريع المملوكة من قبل الدولة

بحثت دراسة أجريت عام 2015 حول «34 من أصحاب المصالح الكنديين الرئيسيين، بما في ذلك منظمو الأدوية والممولون، والعلماء، وخبراء السياسة، وممثلو الصناعة الدوائية ومحامو المرضى» عن العوامل المسببة للاهتمام المتزايد بصناعة الأدوية في «الأسواق التخصصية» مثل الأدوية اليتيمة.

### الولايات المتحدة
يهدف قانون الدواء اليتيم (أو دي إيه)، الذي أُقر في الولايات المتحدة في يناير عام 1983، بعد الضغط من المنظمة الوطنية للاضطرابات النادرة والعديد من المنظمات الأخرى، إلى تشجيع شركات الأدوية على تطوير أدوية للأمراض ذات السوق الصغير. وبموجب قانون الدواء اليتيم، فإن الأدوية واللقاحات والعوامل التشخيصية تكون مؤهلة لصفة اليتيم في حال كان الهدف منها علاج مرض يصيب أقل من 200.000 مواطن أمريكي. وكذلك بموجب قانون الدواء اليتيم يُؤهل الجهات الراعية الأدوية اليتيمة، لحصرية سوق الأدوية اليتيمة الذي يدار من قبل إدارة الغذاء والدواء لمدة سبع سنوات «ائتمانات ضريبية تصل إلى 50٪ من تكاليف البحث والتطوير، واعانات البحث والتطوير، والتنازل عن رسوم إدارة الغذاء والدواء، وبروتوكول مساعد وقد يحصلون على حوافز ضريبية للتجارب السريرية».
في الولايات المتحدة، تعني تسمية الدواء اليتيم تعني أن الجهة الراعية مؤهلة للحصول على مزايا معينة، ولكنها لا تعني أن الدواء آمن أو فعال أو قانوني.
في عام 2002، وُقع على قانون الأمراض النادرة رسميًا. وعُدل قانون خدمات الصحة العامة لتأسيس شعبة الأمراض النادرة. كما زاد التمويل المخصص لتطوير العلاجات للأشخاص الذين يعانون من أمراض نادرة.

### الاتحاد الأوربي
في عام 2000، سن الاتحاد الأوروبي تشريعات مماثلة، اللائحة (إي سي) رقم 141/2000، والتي تشير إلى الأدوية التي طُورت من أجل علاج الأمراض النادرة تحت اسم «المنتجات الدوائية يتيمة». كان تعريف الاتحاد الأوروبي لحالة الدواء اليتيم هو أوسع من تعريف الولايات المتحدة، فقد شمل أيضًا بعض امراض المناطق المدارية الموجودة في الدول النامية. تعطي صفة الأدوية اليتيمة الممنوحة من قبل المفوضية الأوروبية حق التسويق الحصري في الاتحاد الأوروبي لمدة 10 سنوات بعد الموافقة عليها، وتدار تشريعات الاتحاد الأوروبي من قبل لجنة المنتجات الدوائية اليتيمة التابعة لوكالة الأدوية الأوروبية (إي إم إيه).
في أواخر عام 2007، وافقت إدارة الغذاء والدواء ووكالة الأدوية الأوروبية على استخدام عملية تقديم طلبات مشتركة بين كلتا الوكالتين من أجل تسهيل الأمر على المصنعين عند التقدم بطلب للحصول على صفة الأدوية اليتيمة ولكن مع ابقاء عمليتي الموافقة منفصلتين.

### بلدان أخرى
نُفذت التشريعات من قبل اليابان وسنغافورة وأستراليا التي تقدم الدعم الحكومي وغيره من الحوافز من أجل تشجيع تطوير الأدوية التي تعالج أمراضًا يتيمة.

## أمثلة لأمراض مختارة

### التليف الكيسي
في الثمانينيات، نادرًا ما تجاوزت حياة الأشخاص المصابون بالتليف الكيسي بداية سن المراهقة. أحدثت أدوية مثل دروناز ألفا وتوبراميسين، والذي طُور كلاهما بمساعدة من الأو دي إيه، ثورةً في علاج مرضى التليف الكيسي من خلال تحسين جودة حياتهم بشكل كبير وإطالة متوسط العمر المتوقع لهم. غالبًا ما يعيش مرضى التليف الكيسي حاليًا حتى الثلاثينيات وبعضهم حتى الخمسينات من العمر.

### فرط كوليسترول الدم العائلي
ذهبت جائزة نوبل في الطب لعام 1985 إلى باحثين بسبب عملهما المتعلق بفرط كوليسترول الدم العائلي، والذي يسبب زيادة كبيرة وسريعة في مستويات الكوليسترول. أدى بحثهم هذا إلى تطوير أدوية الستاتين التي أصبحت حاليًا شائعة الاستخدام لعلاج ارتفاع مستوى الكولسترول في الدم.

### مرض ويلسون
طُور البنيسيلامين لعلاج مرض ويلسون، وهو مرض وراثي نادر يمكن أن يؤدي إلى تراكم النحاس في الجسم لدرجة مميتة. في وقتٍ لاحق وُجد أن هذا الدواء فعال في علاج التهاب المفاصل. يخضع التتراثيوموليبدات ثنائي الكولين حاليًا للفحص ليكون علاج لمرض ويلسون.

### التنكس العصبي المرتبط بالفوسفوليباز 2جي6
في عام 2017، منحت إدارة الغذاء والدواء آر تي 001 تسمية الدواء اليتيم في علاج التنكس العصبي المرتبط بالفوسفوليباز 2جي 6(بّي إل إيه إن).

## نشاطات، مراكز بحثية
يساعد مركز أبحاث الأدوية اليتيمة في كلية الصيدلة بجامعة منيسوتا الشركات الصغيرة التي تفتقر إلى الخبرة والموارد الداخلية الكافية في تركيب الأدوية والتركيبات والقياسات الدوائية والتحليل الحيوي. ويدعم مركز معهد كيك للدراسات العليا لعلاج الأمراض النادرة (سي آردي تي) في كلاريمونت، بولاية كاليفورنيا، مشاريع من أجل إحياء الأدوية اليتيمة الممكنة التي توقف تطورها من خلال تحديد العوائق التي حالت دون تسويقها تجاريًا، مثل مشاكل في التركيبة والمعالجة الحيوية.
أُسست العديد من المجموعات الداعمة مثل المنظمة الوطنية للأمراض النادرة، ومشروع الجينات العالمية، وشبكة أمراض الأطفال النادرة، والمؤسسة التعاونية لمتلازمة فقد البروتين الشحمي بيتا من الدم، وشبكة دعم الأطفال المصابين بمتلازمة زيلويغر والتحالف البحثي حول رنح فريدرخ، من أجل الدفاع عن المرضى الذين يعانون من أمراض نادرة  مع التركيز على الأمراض التي تصيب الأطفال بشكل خاص.